# L'alcione e il mare
L'alcione e il mare è una favola scritta da Esopo.

## Trama
La favola inizia descrivendo la natura dell'alcione, un uccello solitario che, avendo paura dei cacciatori, ha la tendenza di fare il nido sul mare. Dopo averne fatto uno su uno scoglio, generò anche dei pulcini. Una volta, mentre lei andò a cercare del cibo, il mare si innalzò, spinto da grandi venti, e inondò i nidi e affogò i pulcini. L'alcione quando ritornò e venne a conoscenza del misfatto si compianse perché fuggì dalla terra, che l'aveva protetta, per rifugiarsi sul mare, che è stato molto più crudele.

## Morale
La favola dimostra che molti uomini protetti dai nemici si imbattono senza saperlo in persone che credono amiche, ma che possono essere più ostili di loro.